# Part-Time Lover
Part-Time Lover è una canzone scritta e registrata da Stevie Wonder e prodotta da Wonder e Gary Olazabal nel 1985, pubblicata come primo singolo estratto dall'album In Square Circle.
La canzone raggiunse contemporaneamente la prima posizione di quattro classifiche Billboard: Hot 100, R&B Chart, Dance Chart e Adult contemporary. Inoltre il singolo ottenne diversi piazzamenti nelle classifiche europee.
La canzone fu campionata nel brano Part-time Mutha di 2Pac.

## Tracce
7" Single
1. Part-Time Lover - 3:43
2. Part-Time Lover (Instrumental) - 3:43

## Classifiche
| Classifica (1985)       | Posizione più alta |
| ----------------------- | ------------------ |
| U.S. Billboard Hot 100  | 1                  |
| U.S. R&B Chart          | 1                  |
| U.S. Adult Contemporary | 1                  |
| U.S. Dance Chart        | 1                  |
| Regno Unito             | 3                  |
| Svizzera                | 5                  |
| Austria                 | 11                 |
| Francia                 | 3                  |
| Svezia                  | 3                  |
| Paesi Bassi             | 17                 |
| Norvegia                | 5                  |
| Italia                  | 7                  |

## Cover di Kelly Rowland & The Script
La celebre canzone è stata reinterpretata da Kelly Rowland in collaborazione con i The Script. Il video musicale della canzone, è l'esibizione live del duetto, che vede la Rowland.